# Rokko’s Adventures
Rokko’s Adventures ist eine seit 2007 halbjährlich in unterschiedlichsten Formaten erscheinende Zeitschrift aus Wien mit dem Motto „Menschen, Tiere, Sensationen“. Themen der Reportagen sucht sich der Herausgeber Clemens Marschall in den Nischen der Gesellschaft, u. a. Verschwörungstheorien, Nazi-UFOs oder die Menschliche Kanonenkugel.
Die Grafik stammt von Michael Hanisch.
Im Lauf der Jahre entstanden bislang drei Bücher und eine vierteilige Fernsehadaption, die im September 2018 auf ORF 1 ausgestrahlt wurde. Die Serie wurde von David Schalko und John Lueftner produziert, die Folgen dauern jeweils um die 25 Minuten.